# Babji zob, Jelovica
Babji zob je 1128 metrov visoka razgledna točka na skrajnem zahodnem delu Jelovice. Na prepadnem vrhu stoji klop, označevalno-informacijska tabla in vpisna skrinjica. Ob lepem vremenu se odpira lep razgled na del Spodnjih Bohinjskih gora, na Julijske Alpe, Karavanke in Bled z okolico.

## Izhodišče
Najpogostejše izhodišče za vzpon na vrh je v vasi Kupljenik, od koder vodi markirana pot, ki jo povprečen pohodnik prehodi v 90 minutah.